# Урочище Лебедин
Лебеди́н — заповідне урочище місцевого значення в Україні. Розташоване в межах Косівського району Івано-Франківської області, на північний захід від села Шешори. 
Площа 45 га. Статус надано згідно з рішенням облвиконкому від 05.12.1978 року № 610-р. Перебуває у віданні ДП «Кутське лісове господарство» (Яблунівське л-во, кв. 15, 27, 28). 
Головний об'єкт урочища — озеро Лебедин (Лебедине). Площа водного дзеркала 3500 м². Через велику кількість опалого листя в озері відбуваються інтенсивні процеси гниття, які насичують його води сірководнем. Через це прозорість води в озері невисока. 
Озеро розташоване серед букового лісу. Також є невеликі луки, де зростає 17 видів рослин, занесених до Червоної книги України. Тут зростає рідкісний вид орхідних — глевчак однолистий.